# إن شاء الله (أغنية أدامو)
إن شاء الله (بالفرنسية Inch'Allah) أغنية شهيرة جدا لـ سلفاتور أدامو كتبها وغناها عام 1967 إبان حرب الأيام الستة العربية الإسرائيلية كأغنية للسلام. الأغنية نجحت عالميا وظلت في Top 10 الفرنسية لثمانية أشهر إلا أن الدول العربية منعت الأغنية لما رأت فيها من كلمات موالية لإسرائيل. من أنجح أغاني أدامو، أصدر أدامو لها عددا من الترجمات منها بالإنجليزية والإيطالية وغيرها.